# August Machat
August Machat (* um 1823 in Bauerwitz, Kreis Leobschütz; † 15. April 1876) war ein deutscher Rittergutsbesitzer und Parlamentarier.

## Leben
Machat studierte an der Schlesischen Friedrich-Wilhelms-Universität. 1842 wurde er im Corps Borussia Breslau recipiert. Er war Rittergutsbesitzer in Bauerwitz im Landkreis Leobschütz und zuletzt Rentier in Breslau. Als Student spielte er in den damals beliebten Bierhoftagen den Bierkönig Gambrinus von Flandern und Brabant. Von 1863 bis 1867 saß er als Abgeordneter des Wahlkreises Oppeln 8 im Preußischen Abgeordnetenhaus. Er gehörte der Fraktion des Linken Centrums an.